# Rugby à XV en Irlande

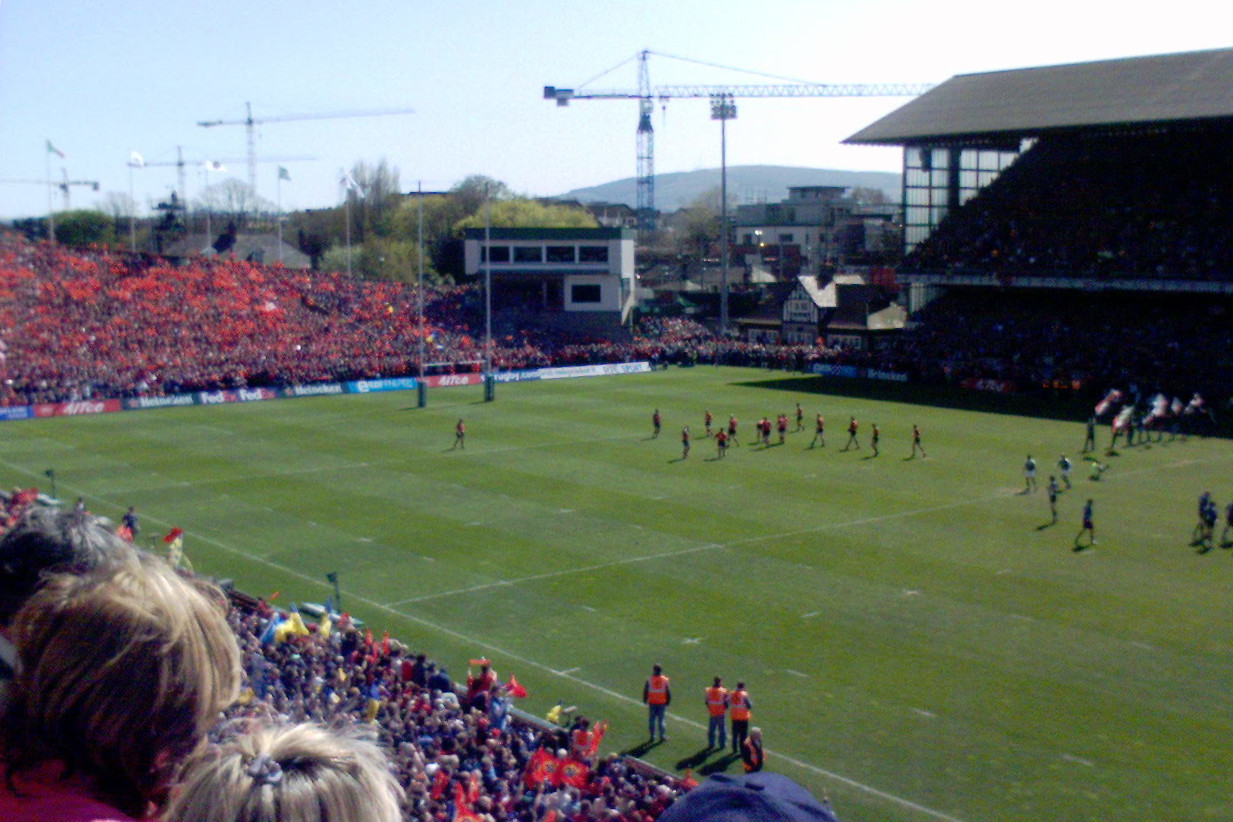
Lansdowne Road.

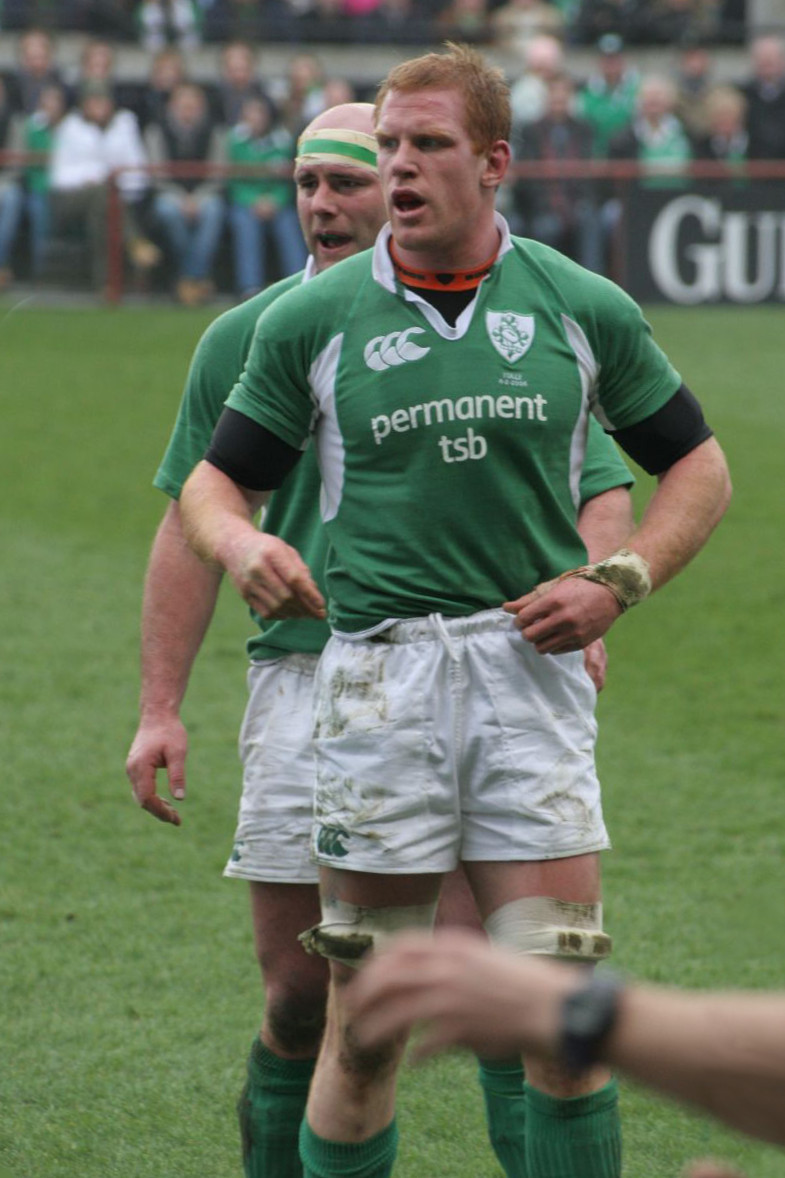
Paul O'Connell avec l'équipe d'Irlande.

Le rugby à XV est un sport populaire qui fait partie de la culture nationale de l'Irlande même si ce sport est en concurrence avec les sports gaéliques (camogie, football gaélique, handball gaélique, hurling et rounders) et le football. 
L'Irish Rugby Football Union (IRFU), créée en 1874, a la charge d'organiser et de développer le rugby à XV en Irlande. Elle gère l'équipe d'Irlande de rugby à XV et possède certains stades irlandais tels que l'Aviva Stadium (anciennement Lansdowne Road), Thomond Park de Limerick, Musgrave Park de Cork, où joue l'équipe du Munster, ou encore le stade de Ravenhill à Belfast où joue l'Ulster. Le rugby à XV en Irlande représente à la fois l'État d'Irlande et l'Irlande du Nord, bien que ce sport ne soit dominant que dans certains secteurs géographiques. Cette situation est unique au sein des fédérations de rugby internationales car la fédération irlandaise est la seule à s'occuper de deux entités politiques différentes, l'Irlande s'étant retrouvée politiquement divisée de fait en 1922.
L'équipe d'Irlande participe chaque année au Tournoi des Six Nations, compétition qu'elle a gagné vingt et une fois dont deux Grands Chelems. Depuis 1987, l'Irlande participe à la Coupe du monde.

## Organisation du rugby irlandais
Le rugby à XV irlandais senior est structuré selon 4 niveaux de compétition différents, 3 en club, 1 en équipe nationale :
- En club :
  - Le niveau club en Championnat d’Irlande
  - Le niveau provincial en Celtic League
  - Le niveau provincial en Coupe d’Europe

- En équipe nationale :
  - Le niveau international avec l’équipe d’Irlande

### Compétitions de clubs

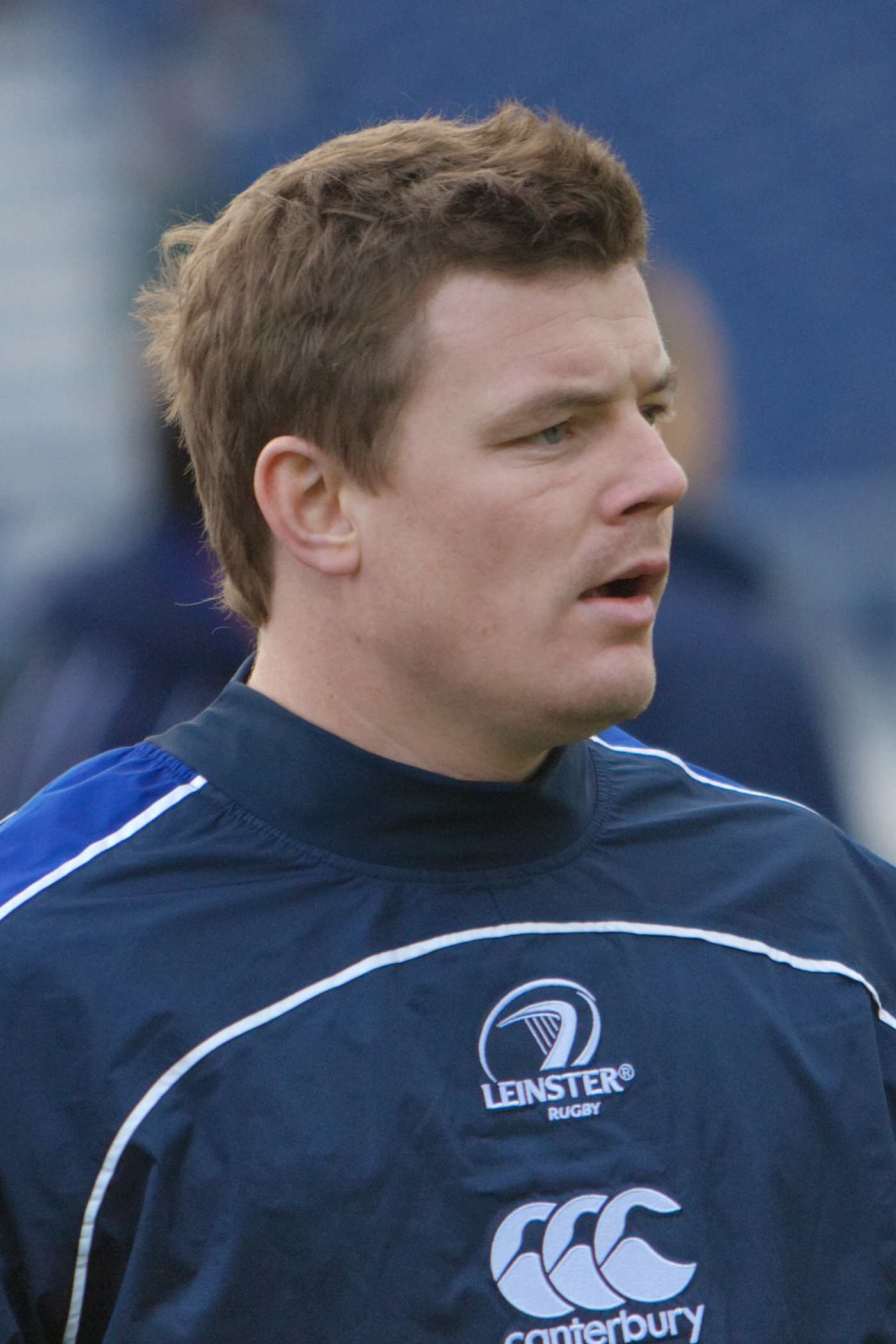
Brian O'Driscoll avec le Leinster.

Un joueur de rugby irlandais est lié à un club dans lequel il est licencié. Les meilleurs joueurs sont sélectionnés dans une des quatre provinces irlandaises (Connacht, Leinster, Munster et Ulster) pour participer à la Celtic League et aux Coupes d’Europe. Avant la création de la Celtic League en 2001, les clubs disputaient des matchs de coupe à l'échelle de la province. Mais afin de permettre aux joueurs d'évoluer à un plus haut niveau, l'IRFU créé en 1946, un championnat se disputant entre les provinces qui sélectionne les meilleurs joueurs de leurs région. Le format actuel de la Celtic League et des Coupes d’Europe font que les joueurs sélectionnés par ces provinces ne peuvent a priori pas disputer le Championnat d’Irlande avec leur club, les compétitions se chevauchant entièrement. Néanmoins étant donné la taille des effectifs de chaque province, les joueurs non sélectionnés pour les matchs de Celtic League ou de Coupe d’Europe peuvent être laissés à la disposition de leur club pour le match du week-end. De même, les joueurs hors de forme ou revenant de blessure peuvent disputer des matchs avec leur club pour se relancer. Le lien unissant les meilleurs joueurs irlandais et leur club d’origine n’est donc désormais plus que très symbolique, ce qui maintient le Championnat d’Irlande à un niveau plus proche du monde amateur que du monde professionnel.
Compte tenu du grand nombre d’Irlandais ayant émigré pour diverses raisons historiques, la fédération irlandaise met également en place des filières de détection de jeunes talents irlandais évoluant à l’étranger notamment en Angleterre, les incitant aussi à se signaler eux-mêmes s’ils se savent éligibles pour une sélection sous les couleurs irlandaises. C'est ainsi que fût créé le club des London Irish qui évolue actuellement dans le championnat d'Angleterre. De plus, avec la structuration récente du rugby irlandais, les meilleurs joueurs sont désormais fortement incités à demeurer au pays plutôt que de s’expatrier dans les meilleurs clubs anglais, français ou gallois. Il est notamment mal vu de s’expatrier si l’on souhaite postuler à une place en équipe d’Irlande.

### Les équipes provinciales

Provinces irlandaises de rugby à XV.

Contrairement aux sélections régionales écossaises et galloises, les sélections provinciales irlandaises existent depuis la fin du XIXe siècle et ont des équipes dans toutes les catégories d’âge. Elles regroupent les meilleurs joueurs des clubs de chaque province et s’opposaient jusqu’à récemment dans une des plus vieilles compétitions de rugby au monde : le Championnat inter-provinces irlandais, qui ne comportait que trois matchs par équipes. Elles affrontaient également régulièrement les équipes nationales en tournée en Irlande comme l’Australie ou la Nouvelle-Zélande. Il a donc toujours été naturel pour les meilleurs joueurs de club de porter également les couleurs de leur province. Néanmoins, jusqu’au milieu des années 1990, les matchs de provinces n’attiraient que peu de spectateurs hormis lors des confrontations avec les équipes en tournée en Irlande. Lors de la création de la Coupe d’Europe en 1996, l’IRFU eut à choisir les équipes à aligner dans cette nouvelle compétition : les quatre meilleures équipes du championnat irlandais ou les quatre sélections provinciales. Le choix se porta sur les provinces, étant donné que les meilleurs joueurs y jouaient déjà. De plus, l’Irlande ayant un réservoir de joueurs et des moyens ne permettant l’entretien que de quatre équipes professionnelles, ce choix des provinces était le plus adapté. Les premières années de la Coupe d’Europe, ces équipes ne disposaient que de très peu de matchs pour s’y préparer, et sitôt cette compétition terminée, les joueurs réintégraient leurs clubs pour disputer la fin du Championnat d’Irlande. Ce fut une des raisons qui conduisit à la création de la Celtic League, afin de rallonger la saison de ces équipes provinciales. Ceci permit également d’augmenter les rentrées d’argent des provinces, bien que l’IRFU demeure encore la principale source de financement. Ceci sonna le glas du Championnat inter-provinces mais les classements des équipes irlandaises en Celtic League sont toujours comparés par les supporters pour désigner une officieuse meilleure province d’Irlande. De plus, vu le faible niveau dans lequel le Championnat d’Irlande est maintenu, la Celtic League est considérée par beaucoup comme la compétition domestique irlandaise. Les matchs de provinces attirent désormais un public plus nombreux que pour les matchs de clubs, en particulier en Coupe d’Europe et une grande ferveur populaire se développe autour de ces équipes provinciales.
Il faut souligner que les intérêts des provinces entrent parfois en conflit avec ceux de l’équipe d’Irlande. En effet, les meilleurs joueurs professionnels du pays sont directement sous contrat avec l’IRFU, dont les objectifs concernant la performance, la préparation ou la récupération pour les joueurs sont orientés pour favoriser le succès du XV d’Irlande et non celui des provinces.

### Championnat d’Irlande
Jusqu’à l’apparition de la Coupe d’Europe puis de la Celtic League, les clubs constituaient le niveau domestique de référence en Irlande. Les clubs disputaient le championnat de leur province, le reste de la saison étant composée de matchs amicaux. Au début des années 1990, un Championnat d’Irlande unifié fut créé : la All Ireland League comportant quatorze équipes. Devant l’impossibilité pour un pays comme l’Irlande d’entretenir un tel nombre d’équipes professionnelles, ce championnat est demeuré dans un format semi-professionnel plus proche du rugby d’antan, et de fait est passé au second plan derrière les compétitions disputées par les provinces que sont la Celtic League et la Coupe d’Europe. Les joueurs provinciaux n’en sont toujours pas moins lié à un club dans lequel ils ne font toutefois que des apparitions épisodiques pour les meilleurs depuis que la Celtic League occupe l’essentiel du calendrier de la saison, ne retrouvant leur club que le temps de la récupération d’une blessure ou s’ils ne sont plus sélectionnés pendant un certain temps par leur province. Le titre de champion d’Irlande garde néanmoins toujours une signification pour les supporters mais hormis peut-être pour les meilleures équipes, les matchs de club attirent moins de public qu’avant l’avènement des provinces.

### Équipe nationale

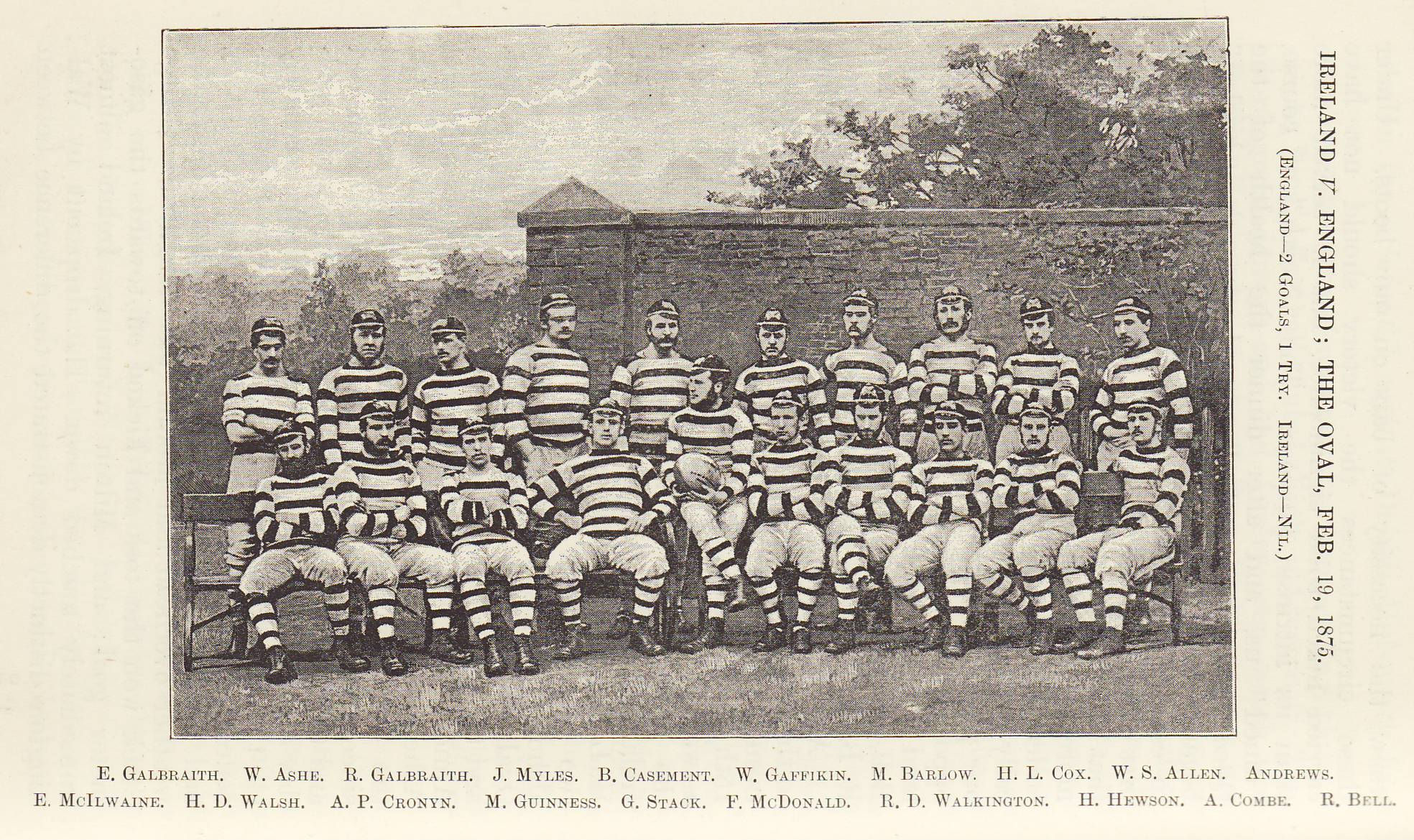
La première équipe d'Irlande contre l'Angleterre le 15 février 1875.

Surnommée le XV du Trèfle, l'équipe nationale fait partie de la première division du classement WR.
Elle participe au Tournoi des Six Nations depuis 1882-1883 et l'a déjà remporté vingt et une fois dont trois Grands Chelems en 1948, 2009 et 2018. Sa meilleure performance en Coupe du monde reste une place de quart de finaliste en 1987, 1991, 1995, 2003, 2011 et 2015. Elle a participé à chaque édition. L'équipe nationale joue normalement à l'Aviva Stadium. Pendant sa réfection de 2007 à 2010, l'équipe joue à Croke Park. L'Irlande joue en maillot vert, shorts blancs et chaussettes vertes, avec sur le maillot le shamrock, trèfle irlandais. Tous les quatre ans, les Lions font une tournée avec des joueurs d'Irlande aussi bien que les meilleurs joueurs d'Angleterre, d'Écosse et du pays de Galles.

## Couverture médiatique
Le rugby à XV n'est pas le sport le plus populaire du l'île. Les irlandais préfère le football gaélique, qui est le sport le plus suivi en Irlande. Derrière, viennent à un niveau de popularité comparable, le rugby et le football.